# بطولة العالم للدراجات على المضمار 1973
بطولة العالم للدراجات على المضمار 1973 هي الدورة ال70 من بطولة العالم للدراجات على المضمار، أجريت في سان سيباستيان، إسبانيا.

## النتائج النهائية
| المسابقة                              | ذهبية                       | فضية                         | برونزية                            |
| ------------------------------------- | --------------------------- | ---------------------------- | ---------------------------------- |
| الرجال                                |                             |                              |                                    |
| السرعة الفردية                        | Robert Van Lancker (BEL)    | جيوردانو توريني (ITA)        | إزيو كاردي (ITA)                   |
| سباق المطاردة الفردية                 | هيو بورتر (المملكة المتحدة) | رينيه بينين (هولندا)         | فيرديناند براك (بلجيكا)            |
| سباق مطاردة الدراجة النارية للهواة    | Horst Gnas (FRG)            | Rainer Podlesch (FRG)        | Gaby Minneboo (NED)                |
| سباق مطاردة الدراجة النارية للمحترفين | سيس ستام (NED)              | بييت دي ويت (NED)            | كريستيان ريمون (دراج) (FRA)        |
| السيدات                               |                             |                              |                                    |
| السرعة الفردية                        | شيلا يونغ (USA)             | Iva Zajícková (CZE)          | Galina Yermolayeva (cyclist) (URS) |
| سباق المطاردة الفردية                 | تمارا جاركوشينا (URS)       | Keetie van Oosten-Hage (NED) | بريل بيرتون (GBR)                  |